# بيشة قايد
قرية بيشة قايد هي إحدى القرى التابعة لمركز الزقازيق في محافظة الشرقية في جمهورية مصر العربية. حسب إحصاءات سنة 2006، بلغ إجمالي السكان في بيشة قايد 7477 نسمة، منهم 4040 رجل و3437 امرأة.

## التاريخ
قرية بيشة قايد من القرى القديمة، حيث وردت باسم «بيشة بني نعمان»في أعمال الشرقية ضمن قرى الروك الصلاحي التي أحصاها ابن مماتي في كتاب قوانين الدواوين. كما وردت باسم «بيشة رزنة» في أعمال الشرقية ضمن قرى الروك الناصري التي أحصاها ابن الجيعان في كتاب «التحفة السنية بأسماء البلاد المصرية». وفي العصر العثماني كان اسمها في التربيع العثماني الذي أجراه الوالي العثماني سليمان باشا الخادم في عصر السلطان العثماني سليمان القانوني «بيشة رزنة» ضمن قرى ولاية الشرقية، وفي تاريخ 1228هـ/1813م الذي عدّ قرى مصر بعد المسح الذي قام به محمد علي باشا باسم «بيشة قايد» نسبة إلى عمدتها وقتئذ الذي كان اسمه قايد، وذلك ضمن قرى مديرية الشرقية.